# Madrid Open 2023 - Qualificazioni singolare femminile
Le qualificazioni del singolare femminile del Madrid Open 2023 sono state un torneo di tennis preliminare per accedere alla fase finale della manifestazione. Le vincitrici dell'ultimo turno sono entrate di diritto nel tabellone principale. In caso di ritiro di una o più giocatrici aventi diritto, a queste sono subentrate le lucky loser, ossia le giocatrici che avevano perso nell'ultimo turno ma che avevano una classifica più alta rispetto alle altre partecipanti che avevano comunque perso nel turno finale.

## Teste di serie
1. Viktorija Tomova (ultimo turno, lucky loser)
2. Julia Grabher (ultimo turno, lucky loser)
3. Nuria Párrizas Díaz (qualificata)
4. Markéta Vondroušová (qualificata)
5. Sara Errani (qualificata)
6. Ysaline Bonaventure (primo turno)
7. Anna-Lena Friedsam (ultimo turno)
8. Kamilla Rachimova (ultimo turno)
9. Anna Karolína Schmiedlová (qualificata)
10. Tereza Martincová (primo turno)
11. Océane Dodin (primo turno)
12. Magdalena Fręch (qualificata)

1. Sara Sorribes Tormo (primo turno, ritirata)
2. Laura Siegemund (qualificata)
3. Tamara Korpatsch (ultimo turno)
4. Arantxa Rus (qualificata)
5. Jodie Burrage (ultimo turno)
6. Diane Parry (primo turno)
7. Clara Burel (qualificata)
8. Eva Lys (primo turno, ritirata)
9. Kimberly Birrell (ultimo turno)
10. Léolia Jeanjean (ultimo turno)
11. Taylor Townsend (ultimo turno)
12. Ėrika Andreeva (primo turno)

## Qualificate
1. Clara Burel
2. Dajana Jastrems'ka
3. Nuria Párrizas Díaz
4. Markéta Vondroušová
5. Sara Errani
6. Elena-Gabriela Ruse

1. Arantxa Rus
2. Laura Siegemund
3. Anna Karolína Schmiedlová
4. Irene Burillo Escorihuela
5. Eugenie Bouchard
6. Magdalena Fręch

### Lucky losers
1. Viktorija Tomova

1. Julia Grabher

## Tabellone

### Legenda
| - Q = Qualificato - WC = Wild card - LL = Lucky loser | - ALT = Alternate - SE = Special Exempt - PR = Protected Ranking | - w/o = Walkover - r = Ritirato - d = Squalificato |

### Sezione 1
|  | Primo turno | Primo turno         | Primo turno     | Primo turno | Primo turno |  |  | Ultimo turno | Ultimo turno     | Ultimo turno | Ultimo turno | Ultimo turno |  |
|  |             |                     |                 |             |             |  |  |              |                  |              |              |              |  |
|  | 1           | Viktorija Tomova    | 4               | 6           | 6           |  |  |              |                  |              |              |              |  |
|  |             | Leyre Romero Gormaz | 6               | 2           | 2           |  |  | 1            | Viktorija Tomova | 6            | 3            | 0            |  |
|  | PR          | Kristína Kučová     | Kristína Kučová | 2           | 5           |  |  | 19           | Clara Burel      | 1            | 6            | 6            |  |
|  | 19          | Clara Burel         | Clara Burel     | 6           | 7           |  |  |              |                  |              |              |              |  |

### Sezione 2
|  | Primo turno | Primo turno        | Primo turno        | Primo turno | Primo turno |  |  | Ultimo turno | Ultimo turno       | Ultimo turno       | Ultimo turno | Ultimo turno |  |
|  |             |                    |                    |             |             |  |  |              |                    |                    |              |              |  |
|  | 2           | Julia Grabher      | Julia Grabher      | 6           | 7           |  |  |              |                    |                    |              |              |  |
|  |             | Ana Konjuh         | Ana Konjuh         | 4           | 64          |  |  | 2            | Julia Grabher      | Julia Grabher      | 1            | 2            |  |
|  |             | Dajana Jastrems'ka | Dajana Jastrems'ka | 5           |             |  |  |              | Dajana Jastrems'ka | Dajana Jastrems'ka | 6            | 6            |  |
|  | 20          | Eva Lys            | Eva Lys            | 1           | r           |  |  |              |                    |                    |              |              |  |

### Sezione 3
|  | Primo turno | Primo turno         | Primo turno         | Primo turno | Primo turno |  |  | Ultimo turno | Ultimo turno        | Ultimo turno        | Ultimo turno | Ultimo turno |  |
|  |             |                     |                     |             |             |  |  |              |                     |                     |              |              |  |
|  | 3           | Nuria Párrizas Díaz | Nuria Párrizas Díaz | 7           | 6           |  |  |              |                     |                     |              |              |  |
|  |             | Despina Papamichail | Despina Papamichail | 62          | 2           |  |  | 3            | Nuria Párrizas Díaz | Nuria Párrizas Díaz | 6            | 7            |  |
|  |             | Elina Avanesjan     | Elina Avanesjan     | 4           | 1           |  |  | 15           | Tamara Korpatsch    | Tamara Korpatsch    | 3            | 5            |  |
|  | 15          | Tamara Korpatsch    | Tamara Korpatsch    | 6           | 6           |  |  |              |                     |                     |              |              |  |

### Sezione 4
|  | Primo turno | Primo turno          | Primo turno          | Primo turno | Primo turno |  |  | Ultimo turno | Ultimo turno        | Ultimo turno | Ultimo turno | Ultimo turno |  |
|  |             |                      |                      |             |             |  |  |              |                     |              |              |              |  |
|  | 4           | Markéta Vondroušová  | Markéta Vondroušová  | 6           | 6           |  |  |              |                     |              |              |              |  |
|  |             | Mirjam Björklund     | Mirjam Björklund     | 3           | 1           |  |  | 4            | Markéta Vondroušová | 67           | 6            | 6            |  |
|  | WC          | Andrea Lázaro García | Andrea Lázaro García | 2           | 4           |  |  | 23           | Taylor Townsend     | 7            | 1            | 0            |  |
|  | 23          | Taylor Townsend      | Taylor Townsend      | 6           | 6           |  |  |              |                     |              |              |              |  |

### Sezione 5
|  | Primo turno | Primo turno         | Primo turno         | Primo turno | Primo turno |  |  | Ultimo turno | Ultimo turno  | Ultimo turno | Ultimo turno | Ultimo turno |  |
|  |             |                     |                     |             |             |  |  |              |               |              |              |              |  |
|  | 5           | Sara Errani         | Sara Errani         | 6           | 7           |  |  |              |               |              |              |              |  |
|  |             | Kristina Mladenovic | Kristina Mladenovic | 1           | 67          |  |  | 5            | Sara Errani   | 67           | 7            | 6            |  |
|  |             | Rosa Vicens Mas     | Rosa Vicens Mas     | 3           | 1           |  |  | 17           | Jodie Burrage | 7            | 5            | 2            |  |
|  | 17          | Jodie Burrage       | Jodie Burrage       | 6           | 6           |  |  |              |               |              |              |              |  |

### Sezione 6
|  | Primo turno | Primo turno            | Primo turno | Primo turno | Primo turno |  |  | Ultimo turno | Ultimo turno        | Ultimo turno        | Ultimo turno | Ultimo turno |  |
|  |             |                        |             |             |             |  |  |              |                     |                     |              |              |  |
|  | 6           | Ysaline Bonaventure    | 6           | 3           | 1           |  |  |              |                     |                     |              |              |  |
|  |             | Elena-Gabriela Ruse    | 3           | 6           | 6           |  |  |              | Elena-Gabriela Ruse | Elena-Gabriela Ruse | 6            | 6            |  |
|  | WC          | Jéssica Bouzas Maneiro | 6           | 3           | 4           |  |  | 22           | Léolia Jeanjean     | Léolia Jeanjean     | 4            | 3            |  |
|  | 22          | Léolia Jeanjean        | 4           | 6           | 6           |  |  |              |                     |                     |              |              |  |

### Sezione 7
|  | Primo turno | Primo turno            | Primo turno            | Primo turno | Primo turno |  |  | Ultimo turno | Ultimo turno       | Ultimo turno       | Ultimo turno | Ultimo turno |  |
|  |             |                        |                        |             |             |  |  |              |                    |                    |              |              |  |
|  | 7           | Anna-Lena Friedsam     | Anna-Lena Friedsam     | 7           | 6           |  |  |              |                    |                    |              |              |  |
|  |             | Moyuka Uchijima        | Moyuka Uchijima        | 63          | 1           |  |  | 7            | Anna-Lena Friedsam | Anna-Lena Friedsam | 5            | 3            |  |
|  | WC          | Carlota Martínez Círez | Carlota Martínez Círez | 6(1)        | 4           |  |  | 16           | Arantxa Rus        | Arantxa Rus        | 7            | 6            |  |
|  | 16          | Arantxa Rus            | Arantxa Rus            | 7           | 6           |  |  |              |                    |                    |              |              |  |

### Sezione 8
|  | Primo turno | Primo turno         | Primo turno         | Primo turno | Primo turno |  |  | Ultimo turno | Ultimo turno      | Ultimo turno      | Ultimo turno | Ultimo turno |  |
|  |             |                     |                     |             |             |  |  |              |                   |                   |              |              |  |
|  | 8           | Kamilla Rachimova   | Kamilla Rachimova   | 6           | 6           |  |  |              |                   |                   |              |              |  |
|  | WC          | Ángela Fita Boluda  | Ángela Fita Boluda  | 4           | 2           |  |  | 8            | Kamilla Rachimova | Kamilla Rachimova | 4            | 1            |  |
|  |             | Viktória Hrunčáková | Viktória Hrunčáková | 3           | 2           |  |  | 14           | Laura Siegemund   | Laura Siegemund   | 6            | 6            |  |
|  | 14          | Laura Siegemund     | Laura Siegemund     | 6           | 6           |  |  |              |                   |                   |              |              |  |

### Sezione 9
|  | Primo turno | Primo turno               | Primo turno               | Primo turno | Primo turno |  |  | Ultimo turno | Ultimo turno              | Ultimo turno | Ultimo turno | Ultimo turno |  |
|  |             |                           |                           |             |             |  |  |              |                           |              |              |              |  |
|  | 9           | Anna Karolína Schmiedlová | Anna Karolína Schmiedlová | 6           | 6           |  |  |              |                           |              |              |              |  |
|  |             | Laura Pigossi             | Laura Pigossi             | 2           | 4           |  |  | 9            | Anna Karolína Schmiedlová | 4            | 6            | 6            |  |
|  |             | Réka Luca Jani            | Réka Luca Jani            | 0           | 1           |  |  | 21           | Kimberly Birrell          | 6            | 2            | 3            |  |
|  | 21          | Kimberly Birrell          | Kimberly Birrell          | 6           | 6           |  |  |              |                           |              |              |              |  |

### Sezione 10
|  | Primo turno | Primo turno               | Primo turno               | Primo turno | Primo turno |  |  | Ultimo turno | Ultimo turno              | Ultimo turno              | Ultimo turno | Ultimo turno |  |
|  |             |                           |                           |             |             |  |  |              |                           |                           |              |              |  |
|  | 10          | Tereza Martincová         | Tereza Martincová         | 63          | 4           |  |  |              |                           |                           |              |              |  |
|  | WC          | Irene Burillo Escorihuela | Irene Burillo Escorihuela | 7           | 6           |  |  | WC           | Irene Burillo Escorihuela | Irene Burillo Escorihuela | 7            | 6            |  |
|  | WC          | Emiliana Arango           | 65                        | 7           | 6           |  |  | WC           | Emiliana Arango           | Emiliana Arango           | 62           | 4            |  |
|  | 24          | Ėrika Andreeva            | 7                         | 6           | 3           |  |  |              |                           |                           |              |              |  |

### Sezione 11
|  | Primo turno | Primo turno         | Primo turno       | Primo turno | Primo turno |  |  | Ultimo turno | Ultimo turno      | Ultimo turno      | Ultimo turno | Ultimo turno |  |
|  |             |                     |                   |             |             |  |  |              |                   |                   |              |              |  |
|  | 11          | Océane Dodin        | Océane Dodin      | 1           | 1           |  |  |              |                   |                   |              |              |  |
|  |             | Elizabeth Mandlik   | Elizabeth Mandlik | 6           | 6           |  |  |              | Elizabeth Mandlik | Elizabeth Mandlik | 3            | 2            |  |
|  | PR          | Eugenie Bouchard    | 6                 | 4           |             |  |  | PR           | Eugenie Bouchard  | Eugenie Bouchard  | 6            | 6            |  |
|  | 13          | Sara Sorribes Tormo | 1                 | 1           | r           |  |  |              |                   |                   |              |              |  |

### Sezione 12
|  | Primo turno | Primo turno     | Primo turno | Primo turno | Primo turno |  |  | Ultimo turno | Ultimo turno    | Ultimo turno    | Ultimo turno | Ultimo turno |  |
|  |             |                 |             |             |             |  |  |              |                 |                 |              |              |  |
|  | 12          | Magdalena Fręch | 2           | 6           | 7           |  |  |              |                 |                 |              |              |  |
|  |             | Olga Danilović  | 6           | 3           | 5           |  |  | 12           | Magdalena Fręch | Magdalena Fręch | 6            | 7            |  |
|  |             | Aliona Bolsova  | 7           | 5           | 6           |  |  |              | Aliona Bolsova  | Aliona Bolsova  | 4            | 5            |  |
|  | 18          | Diane Parry     | 5           | 7           | 3           |  |  |              |                 |                 |              |              |  |